# Argopecten irradians
Espèce
Argopecten irradians est une espèce de pétoncles, un mollusque bivalve marin de la famille des Pectinidae.
Valve droite et gauche du même spécimen :

Valve droite.
Valve gauche.

## Pêche et élevage
Cette espèce était autrefois pêchée en nombre le long de la côte est des États-Unis, mais depuis les années 1950 sa pêche a fortement diminué, du fait d'un fort déclin de la population qui pourrait être liée à la diminution des herbiers marins qui constituaient son habitat ou au déclin du nombre de requins, les prédateurs des raies qui sont la principale menace pour les pétoncles.
Ces animaux sont aujourd'hui élevés en aquaculture en Floride. Ils ont été introduits en Chine dans les années 1980 et font également l'objet d'un important élevage dans ce pays.

## Liste des sous-espèces
Selon Catalogue of Life (28 octobre 2013) :
- sous-espèce Argopecten irradians amplicostatus (Dall, 1898)
- sous-espèce Argopecten irradians concentricus (Say, 1822)
- sous-espèce Argopecten irradians irradians (Lamarck, 1819)

Selon NCBI (28 octobre 2013) :
- sous-espèce Argopecten irradians concentricus
- sous-espèce Argopecten irradians irradians

Selon World Register of Marine Species (28 octobre 2013) :
- sous-espèce Argopecten irradians amplicostatus (Dall, 1898)
- sous-espèce Argopecten irradians concentricus (Say, 1822)
- sous-espèce Argopecten irradians irradians (Lamarck, 1819)